# Avenida Vital Apoquindo
La avenida Vital Apoquindo es una arteria vial de la comuna de Las Condes, en el sector nororiente de Santiago de Chile. De carácter residencial, su trazado va entre las avenidas Camino El Alba y Nueva Bilbao.
No se sabe el origen exacto de la calzada, ya que muchas de las actuales calles del sector eran huellas de cerro antes de la expansión de Santiago hacia el oriente.
Actualmente Vital Apoquindo constituye una vía de comunicación crucial para el sistema de transporte público de la urbe, siendo la última calle de los recorridos de Red Metropolitana de Movilidad, conecta la zona de clase alta más exclusiva de la comuna de Las Condes, con la zona de clase más baja, ahora aumentada con la aparición de blocks, especialmente en esta calle y la avenida Alejandro Fleming.

## Etimología
El nombre en idioma quechua significa “ramillete de flores para el (cerro) guardián” (del quechua: apu-kintu ‘jefe-ramillete de flores’). Cuando los incas llegaban a un lugar nombraban al cerro más alto, en este caso el El Plomo, como Apu, o sea, como divinidad guardián del valle. De él toma el nombre la avenida más importante de la comuna de Las Condes de Santiago de Chile. En las cercanías estaban los Baños de Apoquindo.

### Baños de Apoquindo
Existen distintos relatos y algunas fotos provenientes de finales del siglo XIX y de la primera mitad del XX, sobre la existencia en la zona de la actual avenida con la intersección de La Quebrada, en los terrenos del actual Hospital de Carabineros, de un balneario termal venido de una vertiente cordillerana denominado Baños de Apoquindo; avisos en la prensa ofrecían sus baños termales y de barro. Hasta hace unas dos décadas aún se podían ver algunos restos de estos baños en la quebrada que queda al norte del mencionado hospital; en una época, elaboraron una agua mineral llamada Vital Apoquindo, de donde viene el nombre de esta arteria.

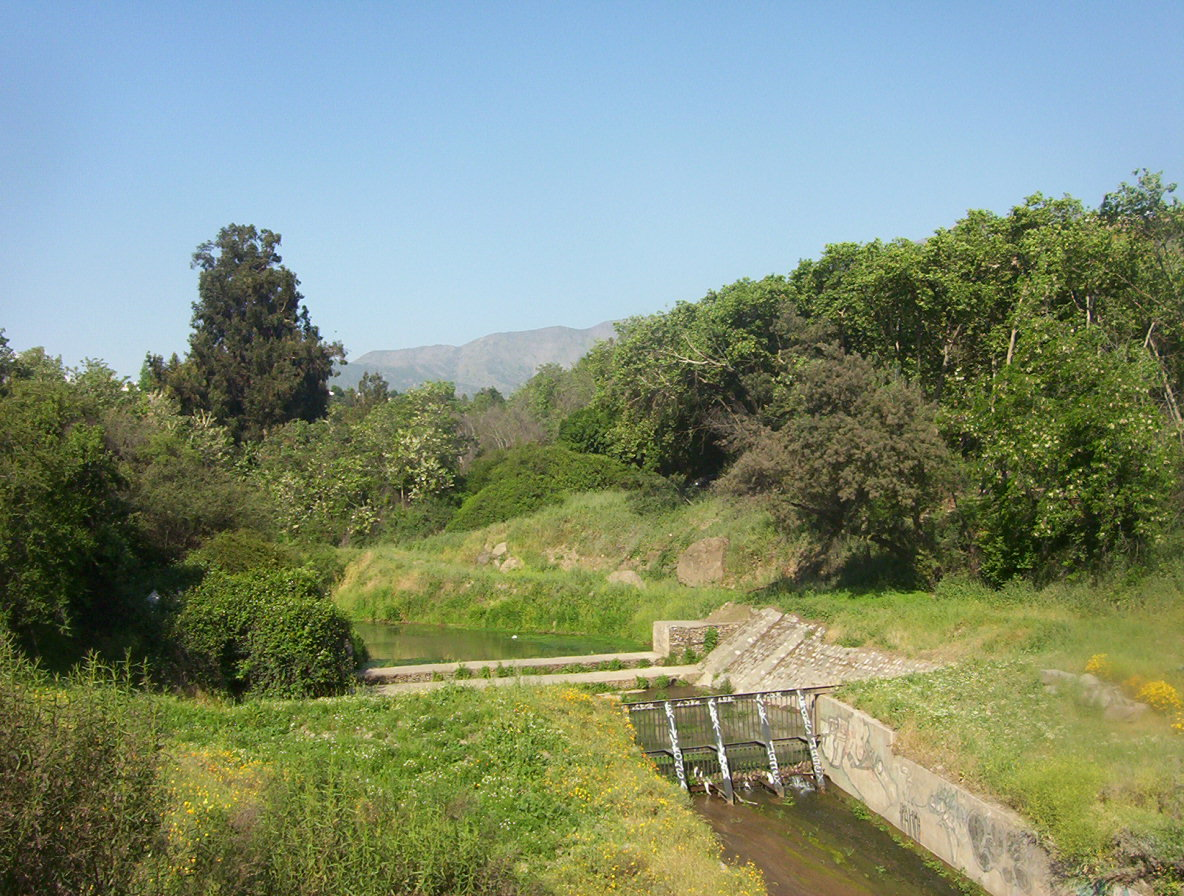
Estero Los Baños, donde estaban los Baños de Apoquindo.
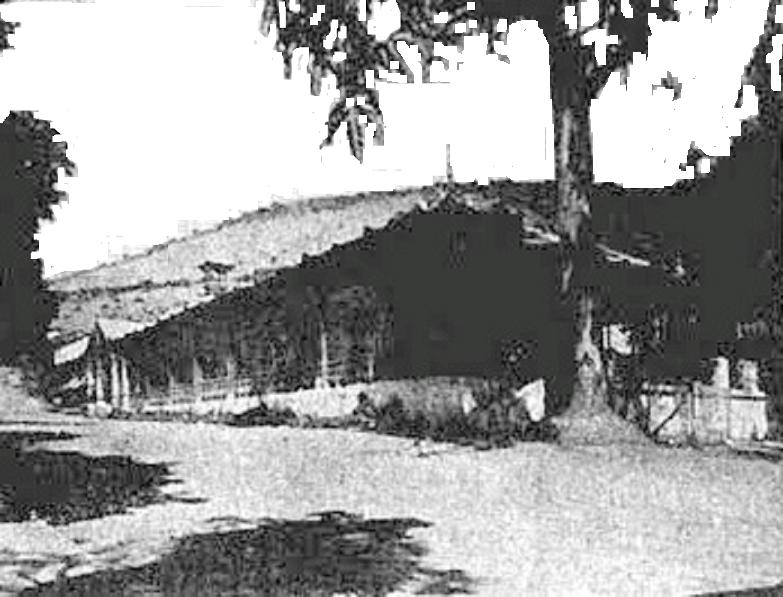
Los Baños de Apoquindo en 1934.

## Recorrido y continuaciones
- Vital Apoquindo Norte (Camino El Alba-Carlos Peña Otaegui).
- Vital Apoquindo Sur (Carlos Peña Otaegui-Avenida Nueva Bilbao).